# Calycadenia
Calycadenia es un género  de plantas  perteneciente a la familia Asteraceae. Se encuentran en el oeste de EE. UU., donde seis de ellas son endémicas del Valle Central de California. Algunas especies son bastante raras. Las plantas son pequeñas, anuales con numerosas inflorescencias de pequeñas flores radiales que pueden ser de color blanco, amarillo o rosado. 
Comprende 21 especies descritas y de estas, solo 10 aceptadas.

## Taxonomía
El género fue descrito por Augustin Pyrame de Candolle y publicado en Prodromus Systematis Naturalis Regni Vegetabilis 5: 695. 1836.
Etimología
Calycadenia: nombre genérico que proviene de las palabras griego calyx = "copa", y aden, "glándula", en alusión a la forma de las glándulas de las brácteas.

## Algunas especies
A continuación se brinda un listado de las especies del género Calycadenia aceptadas hasta julio de 2012, ordenadas alfabéticamente. Para cada una se indica el nombre binomial seguido del autor, abreviado según las convenciones y usos.
- Calycadenia fremontii A.Gray
- Calycadenia hooveri G.D.Carr
- Calycadenia micrantha R.L.Carr & G.D.Carr
- Calycadenia mollis A.Gray
- Calycadenia multiglandulosa DC.
- Calycadenia oppositifolia (Greene) Greene
- Calycadenia pauciflora A.Gray
- Calycadenia spicata (Greene) Greene
- Calycadenia truncata DC.
- Calycadenia villosa DC.